# Histoire de Sarajevo
Cet article présente les faits saillants de l'histoire de la ville de Sarajevo, la capitale et la plus grande ville de Bosnie-Herzégovine.
La ville est considérée comme l'une des plus importantes villes des Balkans et son histoire est particulièrement riche depuis sa création par les Ottomans en 1461. La ville a été le théâtre de l'assassinat par Gavrilo Princip de l'archiduc François-Ferdinand d'Autriche, qui marqua le début de la Première Guerre mondiale. Plus récemment, elle accueillit les Jeux olympiques d'hiver de 1984 et fut assiégée durant la guerre de Bosnie-Herzégovine dans les années 1990.

## Préhistoire

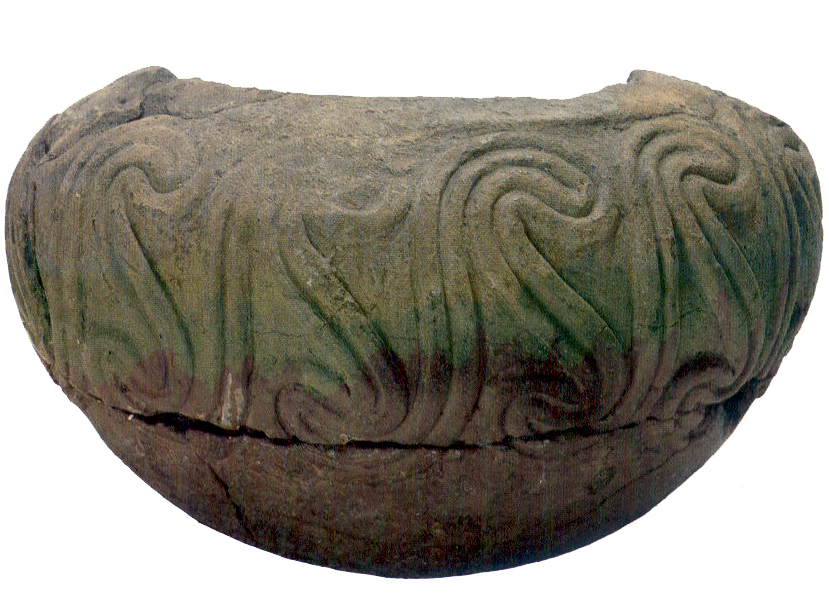
Vase de la culture de Butmir.

La région de Sarajevo, particulièrement riche en silex, est habitée depuis le Néolithique, le nord-ouest des Balkans étant une zone riche en sites datant du néolithique acéramique, au VIIe millénaire avant notre ère. En 1893, lors de la construction de la Faculté d'agriculture de l'Université de Sarajevo, les vestiges d'un village ont été découverts à Butmir, dans l'actuel faubourg d'Ilidža. En raison de l'originalité des céramiques et des poteries mises au jour, présentant des motifs en spirale et des figures humaines et animales, les archéologues ont donné à cette culture le nom de Culture de Butmir. Des vestiges remontant à l'âge du bronze ont également été découverts à Zlatište et à Debelo Brdo.

## Antiquité
Plusieurs habitations illyriennes existent dans la région avant la conquête par Rome en l'an 9. Les Illyriens résidant près de Sarajevo appartiennent à la tribu des Daesitiates, le dernier groupe guerrier à résister face à l'occupation romaine. Leur défaite face à l'empereur Tibère en l'an 9 marque le début de l'ère romaine dans la région. Pendant l'occupation romaine, la ville Aquae Sulphurae existe sur le site actuel d'Ilidža, un quartier périphérique de Sarajevo au sud-ouest de la ville.
- Illyrie, Pannonie, Guerres d'Illyrie (de -229 à -168)
- Grande révolte illyrienne, Bato des Deaesitiates (en)
- Liste d'anciennes tribus en Illyrie (en)
- Celticisation, Grande Expédition, Galates, Installations celtes dans l'Europe du Sud-Est, La Tène
- Culture de Glasinac, Autariates
- Dalmatie, Province romaine de Dalmatie (en)
- Slaves méridionaux

## Moyen Âge
Au cours du Moyen Âge, Sarajevo fait partie de la province bosniaque de Vrhbosna située près du centre traditionnel du royaume de Serbie. De cette ville appelée Vrhbosna, la localisation exacte à cette époque fait l'objet de débats. Plusieurs documents font état d'une ville nommée Tornik dans la région. Cependant, Tornik semble n'être qu'un petit marché voisin d'un petit village peu important pour les marchands ragusains.
D'autres documents au contraire montrent Vrhbosna comme une ville majeure située au centre du Sarajevo moderne. Les documents papaux font également état de la construction d'une cathédrale à Saint-Paul en 1238 dans la ville. Les disciples de saint Cyrille et saint Méthode ont également construit une église à "Vrelobosna".
Le voyageur et diplomate vénitien Caterino Zeno utilise le terme de "Sarraglio", vers 1400-1450.
- Bosnie-Herzégovine au Moyen Âge (bs)
- Vrhbosna (en)
- Empire byzantin, Romioi
- Banat de Bosnie (1154-1377)
- Royaume de Bosnie (1377-1463)
- Liste des souverains de Bosnie
- Église bosnienne

## Ère ottomane (1450-1878)

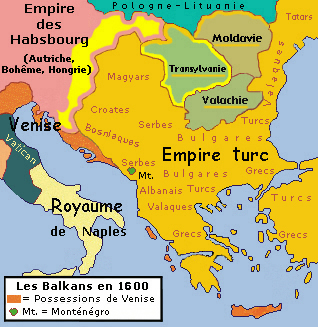
Carte des Balkans vers 1600.

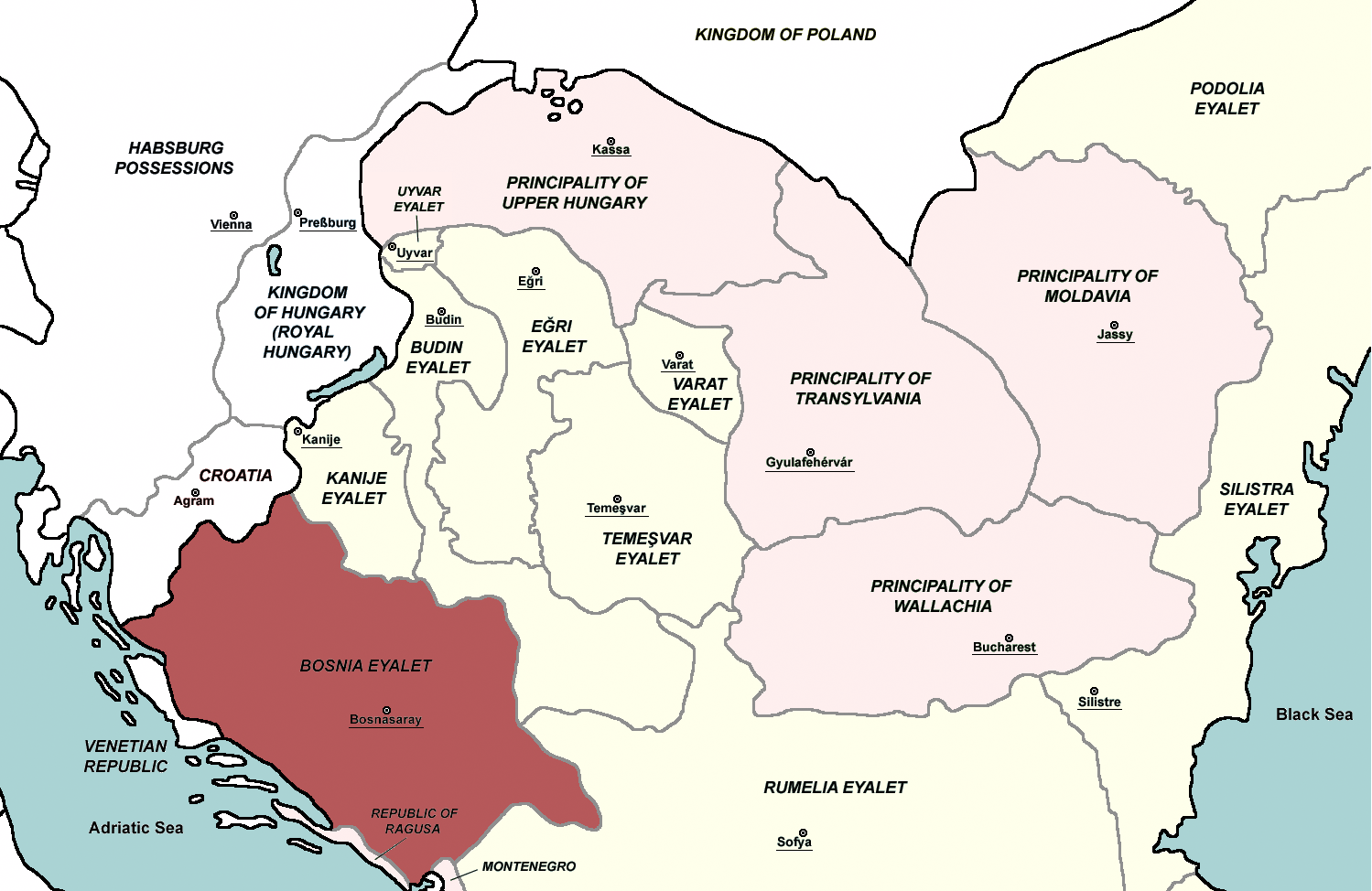
Les frontières européennes de l'Empire ottoman à leur extension maximum (1683).

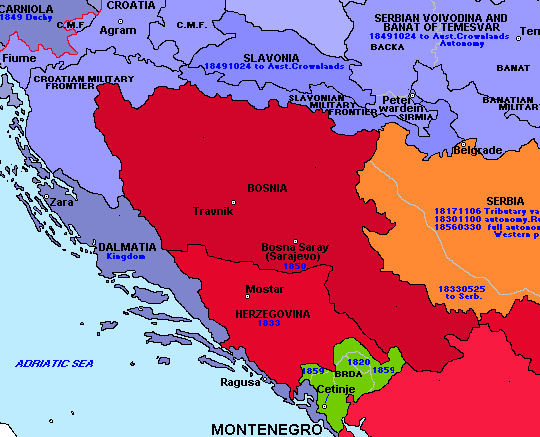
Bosnie-et-Herzégovine vers 1850

Sarajevo telle que l'on la connaît aujourd'hui est fondée par l'empire ottoman dans les années 1450 à la suite de la conquête de la région et de la défaite des Serbes au Kosovo en 1389, date à laquelle le Prince de Bosnie trouve la mort au côté de l'armée Serbe. La date de 1461 est communément admise comme année de création de la ville, quand le premier gouverneur ottoman de Bosnie, Isa-Beg Isakovic, transforme un groupe de villages en ville, et en capitale d'État, en construisant notamment un marché couvert, une mosquée, un bain public, un hôtel et un château pour le gouverneur (Saray) qui donne à la ville son nom actuel. La mosquée est appelée Carova Džamija (la mosquée du tsar) en l'honneur de Sultan Mehmed II. Grâce à ces édifices, Sarajevo est rapidement la plus grande ville de la région.
Sarajevo est florissante au XVIe siècle grâce à la construction par le donateur et bâtisseur Gazi Husrev-beg de la plupart de ce qui est aujourd'hui la vieille ville. Sarajevo devient connue pour ses grands marchés et ses nombreuses mosquées, qui étaient au nombre d'une centaine vers le milieu du XVIe siècle. Vers la fin du XVIIe siècle, Sarajevo est la plus importante ville des Balkans après Constantinople. En 1660, la population de Sarajevo est estimée a plus de 80 000. En comparaison, Belgrade compte 12 963 habitants et Zagreb seulement 14 000 jusqu'en 1851.

Les premiers siècles de domination ottomane sont l'âge d'or de Sarajevo. Au XVIe siècle toute la ville est pratiquement construite. Au XVIIe siècle elle ne s'étend plus, mais la population continue de s'accroître. Sarajevo est alors la seconde ville la plus riche des Balkans de l'ouest après Dubrovnik. Cependant le XVIe siècle marque aussi le début du déclin de l'empire ottoman fragilisé par sa défaite à Vienne.
La fin de l'ère ottomane dans l'histoire de Sarajevo commence à la fin de la guerre austro-ottomane. À la suite de la défaite de Vienne en 1683, la partie occidentale de l'empire fait l'objet de nombreuses attaques. Dans une attaque conduite par le prince Eugène de Savoie en octobre 1697 contre l'empire Ottoman, Sarajevo est pillée et brûlée. À peu près l'ensemble de la ville est détruit sauf une poignée de quartiers, quelques mosquées, et l'église orthodoxe.
La ville connaît ensuite de nombreux autres incendies, et en 1801 la ville ne compte plus que 60 000 habitants (soit néanmoins beaucoup plus que la population de New York à l'époque). La ville connaît l'anarchie de 1747 à 1757.
Par la suite, la capitale de Bosnie est transférée à Travnik. 
En 1783, une épidémie de peste ravage la population, et en 1788, la ville connaît un nouvel incendie.
Les choses s'améliorent à peine au XIXe siècle avec l'indépendance de la Serbie.
- Pachalik de Roumélie, Roumélie
- Panchak de Bosnie (1520-1580), puis Pachalik de Bosnie (1580-1867), puis Vilayet de Bosnie (1867-1908)

## Empire des Habsbourg (1878-1919)

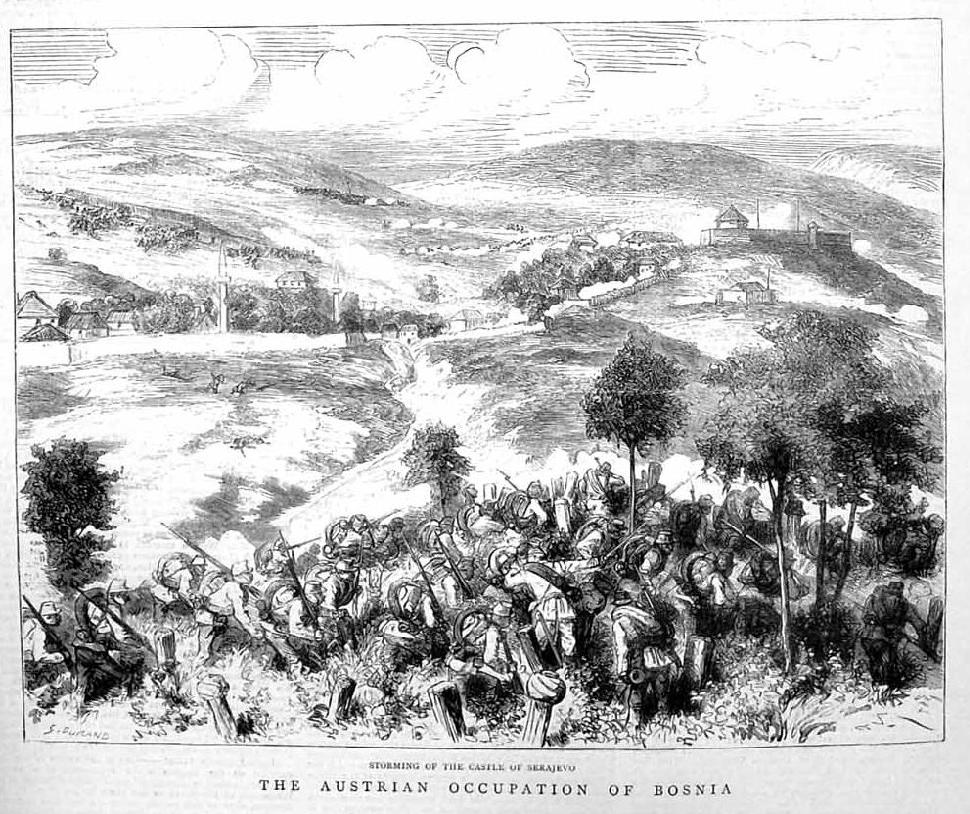
Prise d'assaut du château de Sarajevo, illustration du Graphic (1878).

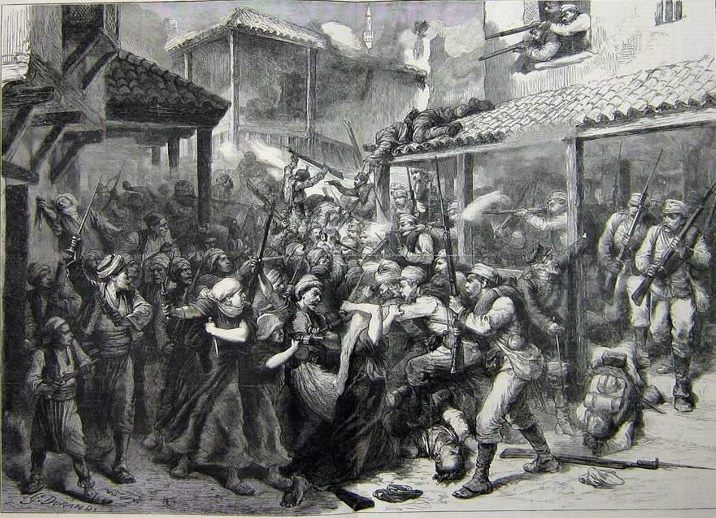
La Bataille pour Sarajevo, d'après Godefroy Durand, dans le Graphic (1878).

Lors de l'occupation militaire de la Bosnie-Herzégovine par l'Autriche-Hongrie en 1878, la prise de Sarajevo fait l'objet de violents combats de rue. La ville tombe après dix-neuf jours de combats, et l'emploi massif d'artillerie.
Le 28 juin 1914, alors que la Bosnie-Herzégovine est occupée depuis 1878, l'archiduc François-Ferdinand, qui s'apprête à hériter de l'empire austro-hongrois, vient dans la capitale avec son épouse, pour une visite officielle. Tous deux sont assassinés en plein défilé par un étudiant serbe bosnien, Gavrilo Princip. Cet attentat prélude à la Première Guerre mondiale.

## Monarchie puis république

### Royaume de Yougoslavie (1918-1941)
Après la guerre, Sarajevo est intégrée au royaume de Yougoslavie (le pays des Slaves du Sud), en tant que capitale de la province de Drina Banovina. La ville ne bénéficie pas d'autant d'attention qu'elle en a connu par le passé. En dehors de ce qui est aujourd'hui la banque de Bosnie et Herzégovine, aucune contribution significative n'est réalisée durant l'entre-deux-guerres.
Durant la Seconde Guerre mondiale, le royaume met en place une défense complètement inadaptée. À la suite de l'invasion de la Yougoslavie par l'Allemagne nazie, Sarajevo est conquise par le parti fasciste croate des Oustachis et intégrée à l'État indépendant de Croatie. Une grande partie de la population juive de la ville est exterminée durant l'Holocauste, mettant fin de façon tragique à l'importante communauté juive séfarade de Sarajevo. En 1941, les atrocités commises par les Oustachis sont fortement condamnées par de nombreux citoyens de Sarajevo.
La résistance de Sarajevo est conduite par "Walter" Peric (en), partisan du NLA. Selon la légende, alors qu'un nouvel officier allemand est nommé à Sarajevo avec pour tâche de trouver Walter, il demande à son subordonné de lui montrer Walter, mais ce dernier l'emmène en haut d'une colline surplombant la ville et dit « Vous voyez la ville. C'est Walter ». Walter périt le jour de la libération de Sarajevo, le 4 juin 1945, devenant en quelque sorte le symbole de la ville.

### République de Yougoslavie (1945-1992)
Après la Seconde Guerre mondiale, Sarajevo devient la capitale de la République de Bosnie dans la fédération socialiste de la République de Yougoslavie. Les communistes investissent largement dans la ville, construisant de nombreux nouveaux quartiers résidentiels dans les municipalités de Novi Grad et Novo Sarajevo, situées à l'ouest de la vieille ville. Ils développent également l'industrie de la ville et en font, une nouvelle fois, une des principales villes des Balkans. D'une population de 115 000 habitants après-guerre, la ville compte 429 672 habitants à la fin de la Yougoslavie.
L'apogée de Sarajevo sous l'ère de la Yougoslavie socialiste a lieu lors des Jeux olympiques d'hiver de 1984. Sarajevo remporte les jeux devant Sapporo (Japon) et Falun-Gôteborg (Suède). Ces jeux sont considérés pour beaucoup comme les meilleurs jeux olympiques d'hiver jamais organisés. Ils sont suivis par une explosion du tourisme, faisant des années 1980 l'une des meilleures décennies depuis bien longtemps. L'euphorie des jeux et la bonne situation économique laissent espérer une ère de prospérité.

## Siège de Sarajevo (1992-1995)
L'histoire moderne de Sarajevo débute avec la déclaration d'indépendance de la Bosnie-et-Herzégovine. La ville devient capitale du nouvel État. Lorsque l'armée de Yougoslavie s'installe dans les montagnes environnantes à Sarajevo, d'importantes manifestations pour la paix ont lieu. Lors d'une d'elle, une manifestante, nommé Suada Dilberovic est abattue par un tireur non identifié.
Les trois années qui suivent font de Sarajevo le centre du plus long siège de l'histoire militaire moderne.
Le 6 avril 1992, Sarajevo est encerclée par les forces serbes. La guerre dure jusqu'en octobre 1995, période durant laquelle la ville subit le pilonnage des forces serbes. En moyenne, 329 obus tombent sur la ville chaque jour, avec un record de 3 777 le 22 juillet 1993 selon les observations des Nations-unies. La ville est privée d'électricité, de chauffage, d'eau et de médicaments. En conséquence du siège, la population baisse sensiblement.
Les estimations font état de 12 000 morts et 50 000 personnes blessées au cours du siège de la ville. Au cours des trois années que dure le siège de la ville, les forces serbes sont incapables de prendre la ville.
Les accords de Dayton mettent fin au conflit et au siège de la ville avec le rétablissement de l'électricité et du gaz. Le gouvernement bosnien déclare la fin officielle du siège de Sarajevo le 29 février 1996.

## L'après-guerre (depuis 1995)
La reconstruction de Sarajevo débute dès la fin de la guerre en 1995. À peu près chaque immeuble est endommagé au cours du siège. Les ruines sont très nombreuses dans la ville et les murs criblés de balles. Les collines environnantes sont également minées. Toutefois, l'objectif des autorités est de terminer un déminage complet du pays en 2025.
En 2003, la plupart de la ville a été reconstruite, laissant seulement quelques ruines visibles dans le centre-ville. Les immeubles modernes et les gratte-ciel ont été construits depuis à travers la ville. La ville accueille de nouveau de nombreux événements internationaux, comme le Festival du film de Sarajevo, et souhaite accueillir de nouveau les jeux olympiques d'hiver dans un futur proche (à partir de 2014 semble plausible une candidature de Sarajevo).
Sarajevo connaît aujourd'hui l'un des développements les plus rapides au monde. De nombreux immeubles modernes sont construits, comme le Bosmal City Center, désormais, avec ses 118 m, le deuxième plus haut bâtiment résidentiel des Balkans. Une nouvelle autoroute relie Sarajevo à Visoko. Si la croissance démographique continue, la ville devrait retrouver en 2020 sa population d'avant-guerre.